# ×Elysitanion
× Elysitanion là một chi thực vật có hoa trong họ Hòa thảo (Poaceae).

## Loài
Chi × Elysitanion gồm các loài: